# Симон, Люсьен
Люсьен Симон (фр. Lucien Simon; 17 июля 1861, Париж — 13 октября 1945, Сан-Марине, Комбри) — французский живописец, иллюстратор, литограф и педагог. Профессор художественной академии Гранд-Шомьер и Школы изящных искусств в Париже. Член Академии изящных искусств Франции (1927).

## Биография
Люсьен Симон был сыном медика. Учился в столичном лицее Людовика Великого. Служил в армии.
С 1880 по 1883 год обучался в Академии Жюлиана в Париже под руководством Тони Робер-Флёри и Вильяма Бугро. С 1881 года выставлял свои произведения в Парижском салоне и салоне Национального общества изящных искусств. В 1884 году женский портрет его работы получил поощрительную премию Парижского салона.
Посетил Нидерланды и был впечатлён работами Франса Халса, некоторое время находился под влиянием его творчества. В 1890 году Симон стал членом французского Национального общества изящных искусств.
В 1891 году Люсьен Симон женился на Жанне Доше (фр. Jeanne Dauchez) (1869—1949), старшей сестре художника Андре Доше. В том же году встретился и подружился с Шарлем Котте. В 1895 году вместе с Котте и небольшой группой художников-единомышленников входил в так называемую «Чёрную банду» живописцев, произведения которых отличались грубым натурализмом и тёмной палитрой.
Создав семью, в 1902 году Люсьен Симон приобрёл заброшенный маяк в Сан-Марино, который превратил в дом отдыха для семьи и творческую мастерскую. Семейная жизнь стала для него источником вдохновения, здесь он написал много портретов жены, детей и внуков, сцен детских игр.
1900-е — 1920-е годы стали вершиной творческой карьеры Люсьена Симона. Его слава позволила ему много путешествовать, художник принял участие в нескольких международных выставках (Лондон, Венеция, Питтсбург).
Стало поступать много заказов от французского правительства, а также японских, европейских и американских музеев и коллекционеров из-за рубежа, в том числе из России (Иван Морозов и Сергей Щукин). Музей Прадо приобрёл его картину «Урок танца» (ныне в Центре искусств королевы Софии).
В 1900 году Люсьен Симон был награждён золотой медалью на Всемирной выставке в Париже и стал кавалером ордена Почётного легиона. В 1911 году он был возведён в звание офицера ордена Почётного легиона.
В 1923 году Люсьен Симон был назначен профессором Школы изящных искусств в Париже, где воспитал много известных художников, в том числе Штефана Попеску и Лукию Николаиду. В марте 1927 года был избран членом Академии изящных искусств Франции, а в следующем году — членом Совета национальных музеев Франции.
В 1933 году Симон — официальный художник ВМФ Франции; все его художественные произведения, созданные в рамках POM, были объявлены принадлежащими к национальному культурному достоянию государства. В том же году Симон стал профессором художественной академии Гранд-Шомьер. Симон участвовал в создании Каса-де-Веласкес в Мадриде (1929). В 1931 году в Буэнос-Айресе прочитал несколько лекций по современной французской живописи. В 1934 году проиллюстрировал книгу «Исландский рыбак» Пьера Лоти .
В 1937 году художник был награждён Гран-при Всемирной выставки в Париже. Во время Второй мировой войны жил в Сан-Марино, где писал пейзажи Оде, сцены из повседневной жизни рыбаков и крестьян.
В 2010 году Домиником Бойером, внуком художника, было создано «Общество Люсьена Симона» для сохранения и популяризации наследия художника.

## Галерея
- Автопортрет. Между 1883 и 1885. Холст, масло. Частное собрание
- Вечер в ателье. 1904. Холст, масло. Художественный музей Карнеги, Питтсбург, США
- Сбор морских водорослей. Ок. 1924. Бумага, акварель, гуашь. Частное собрание
- Набережная Керити. Между 1937 и 1938. Холст, масло. Музей изящных искусств, Кемпер, Бретань, Франция
- Порыв ветра. Холст, масло. Государственный музей изобразительных искусств имени А. С. Пушкина, Москва